# Plaza de la Catedral (Vilna)
La plaza de la Catedral (en lituano: Katedros aikštė) es la plaza principal del centro histórico de Vilna, justo en frente de la Catedral de estilo neoclásico de esa ciudad de Lituania. Es un lugar clave en la vida pública de la ciudad, ya que está situada en el cruce de las calles principales y refleja la diversidad del lugar. Regularmente se celebran en este sitio ferias y encuentros de gente del pueblo, desfiles militares, actos públicos religiosos y oficiales, grandes conciertos, exposiciones y fiestas de  Año Nuevo. Es también uno de los símbolos más importantes de Lituania.